# Arctotherium angustidens
Arctotherium angustidens is een uitgestorven berensoort die voorkwam in Zuid-Amerika tijdens het Vroeg en Midden Pleistoceen, 2 miljoen tot 500.000 jaar geleden. Het was het eerste en grootste lid van het geslacht Arctotherium.

## Kenmerken
A. angustidens woog circa 1.200 kg. Het grootste specimen van deze soort, een mannetje, woog naar schatting tussen 1.588 en 1.749 kg en was zo'n 3,4 meter lang, wat het de grootste bekende beer maakt. Het waren omnivoren, maar ze aten waarschijnlijk meer vlees dan hun verwanten. De beer kon waarschijnlijk zo groot worden door de afwezigheid van andere grote roofdieren en voldoende planteneters om zich mee te voeden.